# B.K. Stevens
Pour les articles homonymes, voir Stevens.
B.K. Stevens, née Bonnie Klomp Stevens le 18 décembre 1951 aux États-Unis et morte le 14 août 2017 en Virginie, est une femme de lettres américaine, auteure de littérature policière.

## Biographie
B.K. Stevens écrit dans le genre whodunit des romans et de nombreuses nouvelles. En 2011, avec Interpretation of Murder, elle est lauréate du prix Derringer de la meilleure longue nouvelle. Cette histoire sera republiée en roman en 2015.
Ses nouvelles publiées en partie en 2016 dans le recueil Her Infinite Variety: Tales of Women and Crime sont nommées à plusieurs reprises pour différents prix (Prix Agatha, Prix Anthony, Prix Macavity, Prix Derringer).

## Œuvre

### Romans
- Interpretation of Murder (2015)
- Fighting Chance (2015)

### Novellas
- Death on a Diet (2016)

### Nouvelles
Liste non exhaustive
- Death in Small Doses (1994) Publié en français sous le titre Péchés de chaire (traduction de Dominique Wattwiller), dans le recueil Alfred Hitchcock présente Histoires avec la mort en crime, Paris, LGF, coll. « Le Livre de poche » no 13956, 1996
- Adjuncts Anonymous, Alfred Hitchcock's Mystery Magazine (juin 2009)
- Interpretation of Murder, Alfred Hitchcock's Mystery Magazine (2011)
- Thea’s First Husband, Alfred Hitchcock's Mystery Magazine (juin 2012)
- A Joy Forever, Alfred Hitchcock's Mystery Magazine (mars 2015)
- The Last Blue Glass, Alfred Hitchcock's Mystery Magazine (avril 2016)

### Recueil de nouvelles
- Her Infinite Variety: Tales of Women and Crime (2016)

## Prix et distinctions

### Prix
- Prix Derringer 2011 du meilleur roman pour Interpretation of Murder[2]

### Nominations
- Prix Derringer 2010 de la meilleure nouvelle pour Adjuncts Anonymous[2]
- Prix Agatha 2012 de la meilleure nouvelle pour Thea’s First Husband[3]
- Prix Macavity 2013 de la meilleure nouvelle pour Thea’s First Husband[4]
- Prix Agatha 2015 de la meilleure nouvelle pour A Joy Forever[3]
- Prix Agatha 2015 du meilleur roman adolescents pour Fighting Chance[3]
- Prix Macavity 2016 de la meilleure nouvelle pour A Joy Forever[4]
- Prix Agatha 2016 de la meilleure nouvelle pour The Last Blue Glass[3]
- Prix Anthony 2016 du meilleur roman adolescents pour Fighting Chance[5]
- Prix Anthony 2017 de la meilleure novellas pour The Last Blue Glass[5]
- Prix Derringer 2017 de la meilleure nouvelle pour The Last Blue Glass[2]